# Gamla Havanna
Gamla Havanna (spanska: La Habana Vieja) är en kommun  i provinsen Provincia de La Habana som utgör den ursprungliga stadskärnan i Kubas huvudstad Havanna. Havannas ursprungliga stadsmurar utgör i dag gränserna för Gamla Havanna som är byggd i barock och neoklassisk stil. Gamla Havanna med befästningar blev 1982 uppsatt på Unescos världsarvslista.

## Historia
Havanna grundades 1519 på sin nuvarande plats i Havannabukten som den sista i raden av städer anlagda av de spanska conquistadorerna på Kuba. 1550 hade Havanna blivit den viktigaste staden på ön som knutpunkt för handelstrafiken inom den spanska kolonialmaktens välde och centrum för Karibiens varvsindustri. Havanna blev huvudstad på Kuba 1607.
Under sjuårskriget år 1762 erövrades Havanna av England som höll staden i 11 månader för att sedan byta Kuba mot Florida. Havanna hämtade sig, stärkte sina befästningar och fortsatte växa under 1700- och 1800-talen.
Under förbudstiden i USA blev Havanna en fristad för god rom och fina cigarrer fram till revolutionsdagen, nyårsdagen 1959. Rebeller ledda av Fidel Castro marscherade in i staden den 8 januari. Idag är Havanna en stad med på cirka 2 miljoner invånare, den största staden i Karibien.

## Sevärdheter
Gamla Havanna har bibehållit mönstret i den tidiga stadsmiljön med flera stora torg och en mängd fästningar:
- Plaza de Armas (Vapentorget) är Havannas äldsta torg och kallas också Plaza Cépedes och pryds av en staty som föreställer Carlos Manuel de Cépedes.[4] Invid torget ligger Castillo de la Real Fuerza den äldsta bevarade koloniala fästningen i Amerika. Dess västra tornet kröns av en vindflöjel i brons med anor från 1632.[3]
- Plaza de la Catedral domineras av barockkyrkan Catedral de La Habana.  Torget ligger på en tidigare våtmark och kallades först Plaza de la Ciénaga (Träsktorget). Jesuitorden sökte tillstånd att bygga kyrka och kloster. 1749 påbörjades katedralsbygget och när kyrkan nästan klar kastade kung Karl III ut jesuiterna från Kuba och bygget lämnades oavslutat. 1777 eller 1788 (uppgifter växlar) gav biskopen Jose de Trespalacios order om att slutföra bygget och först 1793 blev kyrkan katedral.[5][6][7]

- Plaza Vieja (Gamla torget) kom till 1587 och kallades från början Nya torget. Fontänen mitt på torget uppfördes 1796.[8]
- Plaza de San Francisco är uppkallat efter klostret, San Francisco de Asis, som låg intill när torget kom till stånd 1628.[9]
- Plaza del Cristo kom till stånd 1640.[10]
- Castillo del Morro, där det första vakttornet kom till stånd 1563[11] och San Salvador de la Punta, som beordrats av kung Filip II 1582, är två fästningar som ligger på varsin sida om vaktar Havannas inlopp. 1630 lades en grov kopparkätting ut över inloppet mellan de två fästningarna för att skydda Havannas hamn.[12]
- Fästningen La Cabaña, som ligger längst inloppet till Havannas hamn innanför Castillo del Morro, byggdes 1763-1774 på order av kung Karl III.[13]

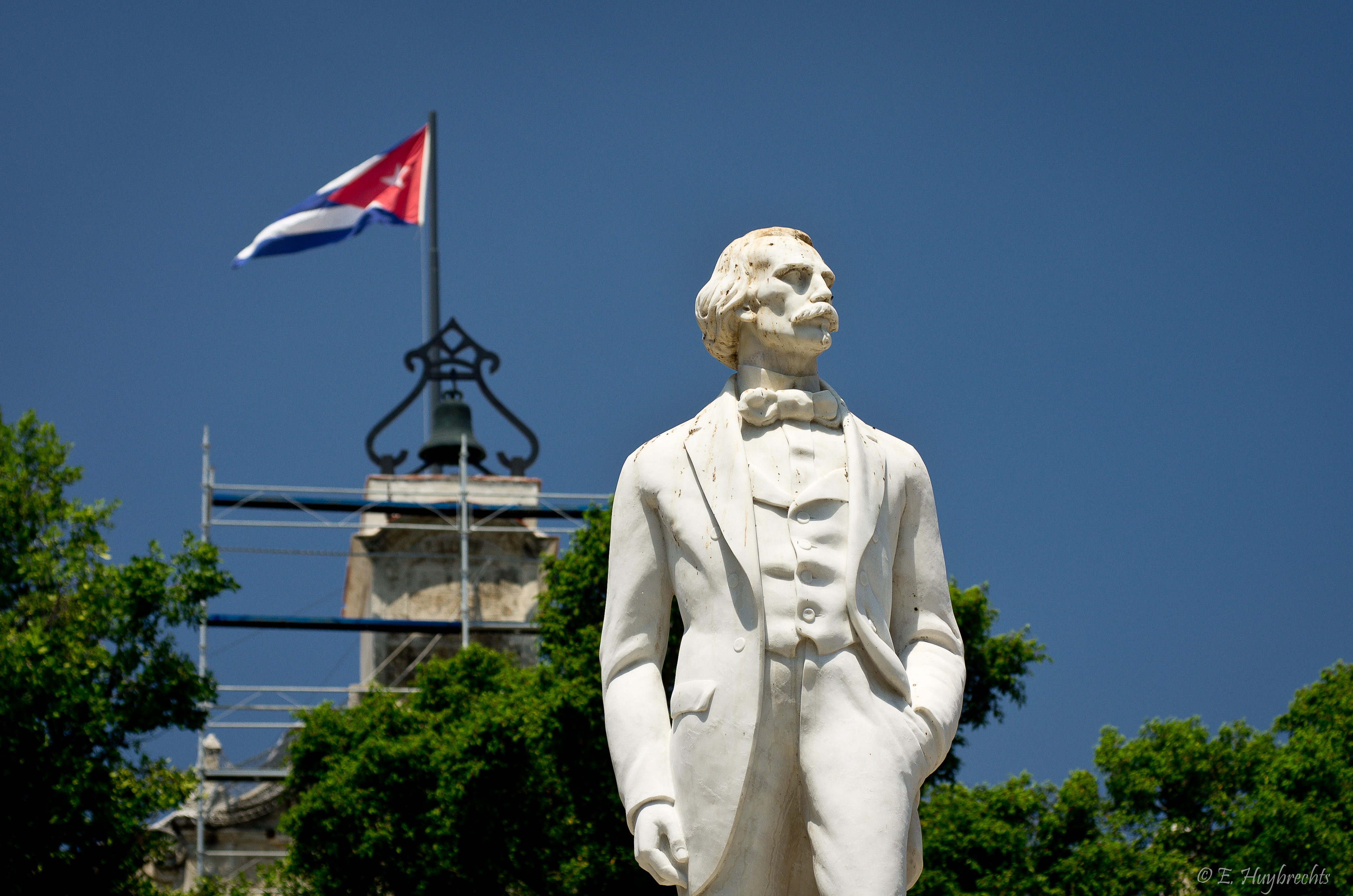
Carlos Manuel de Cépedes
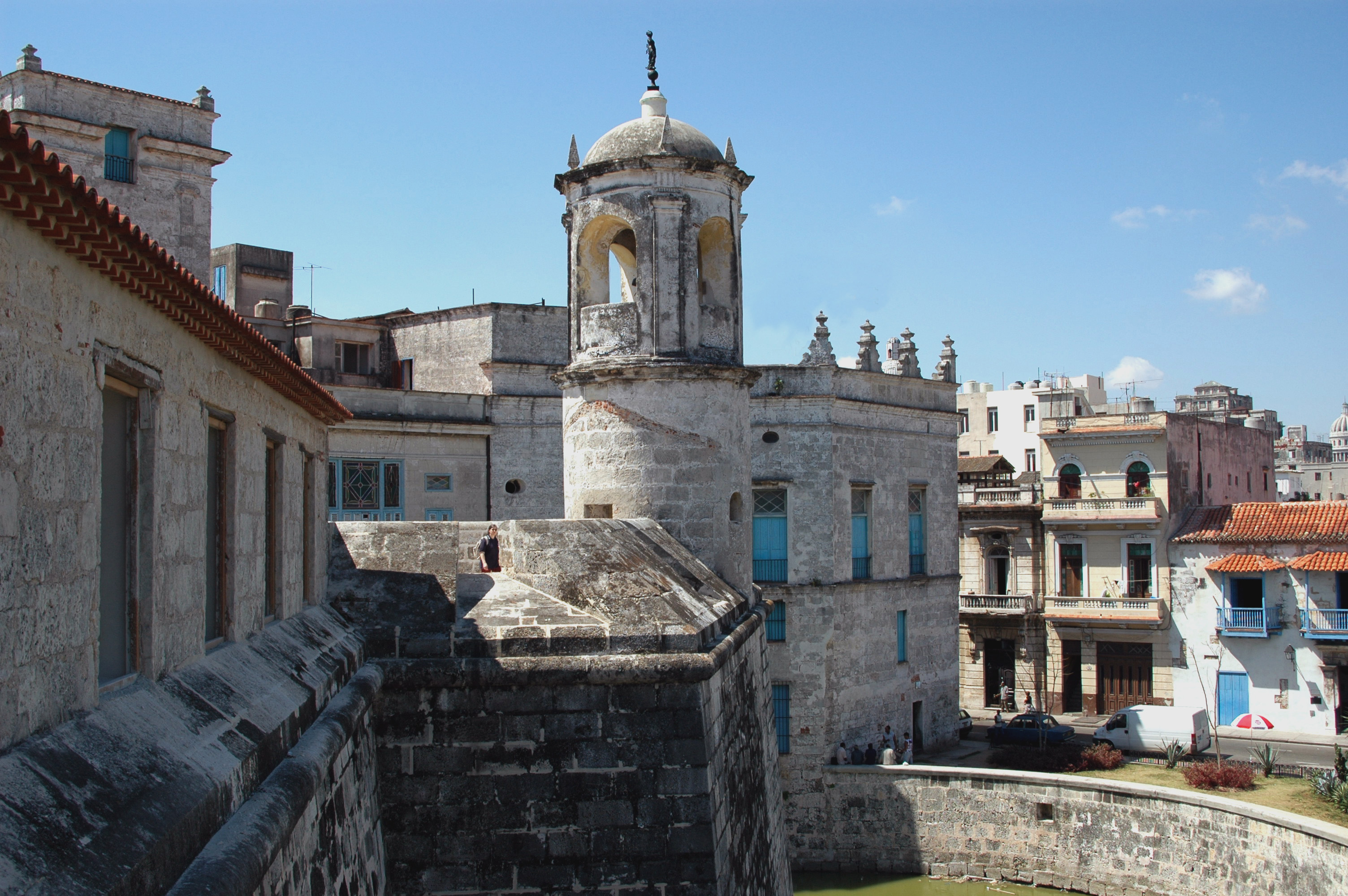
Castillo de la Real Fuerza
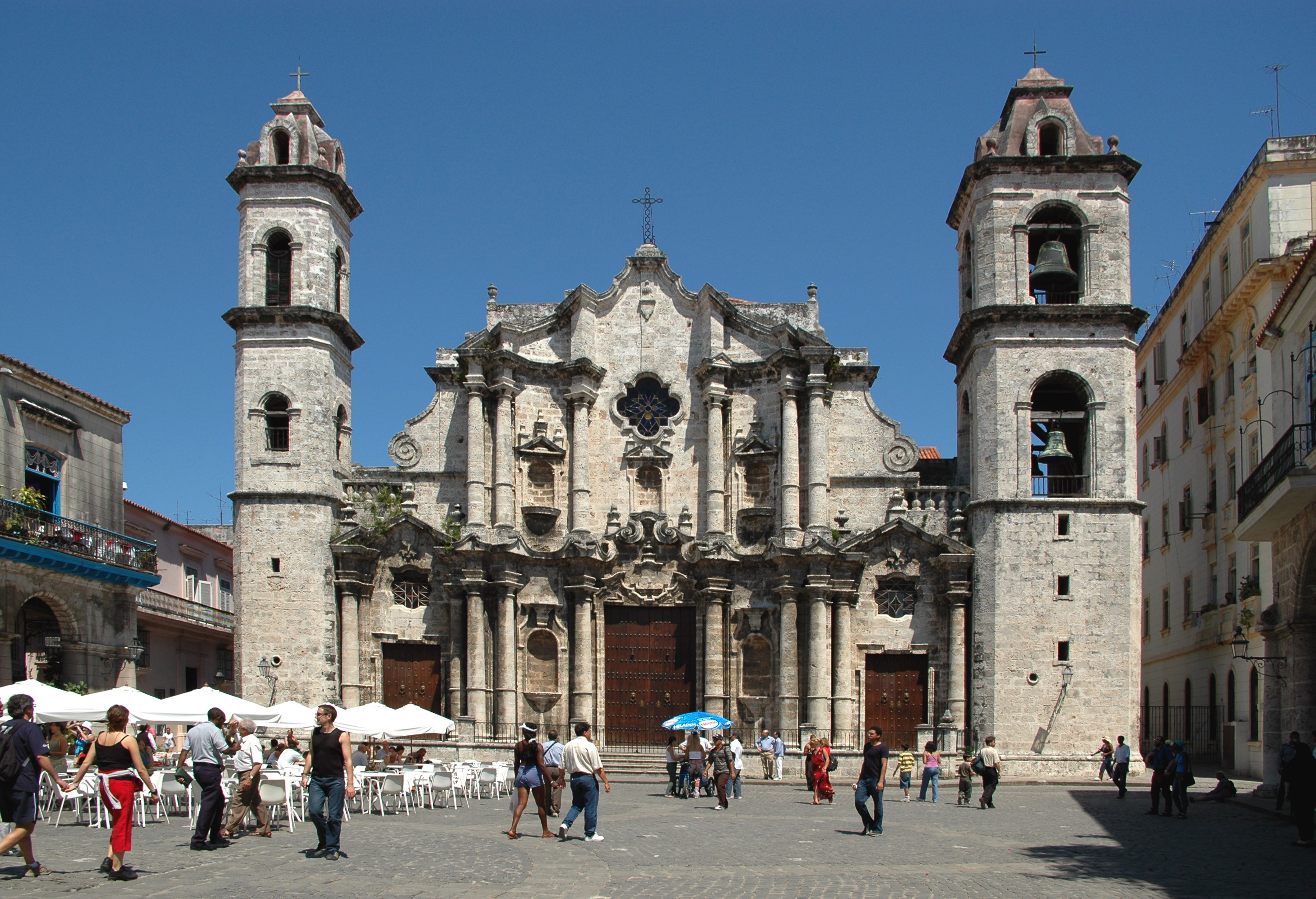
Catedral de La Habana
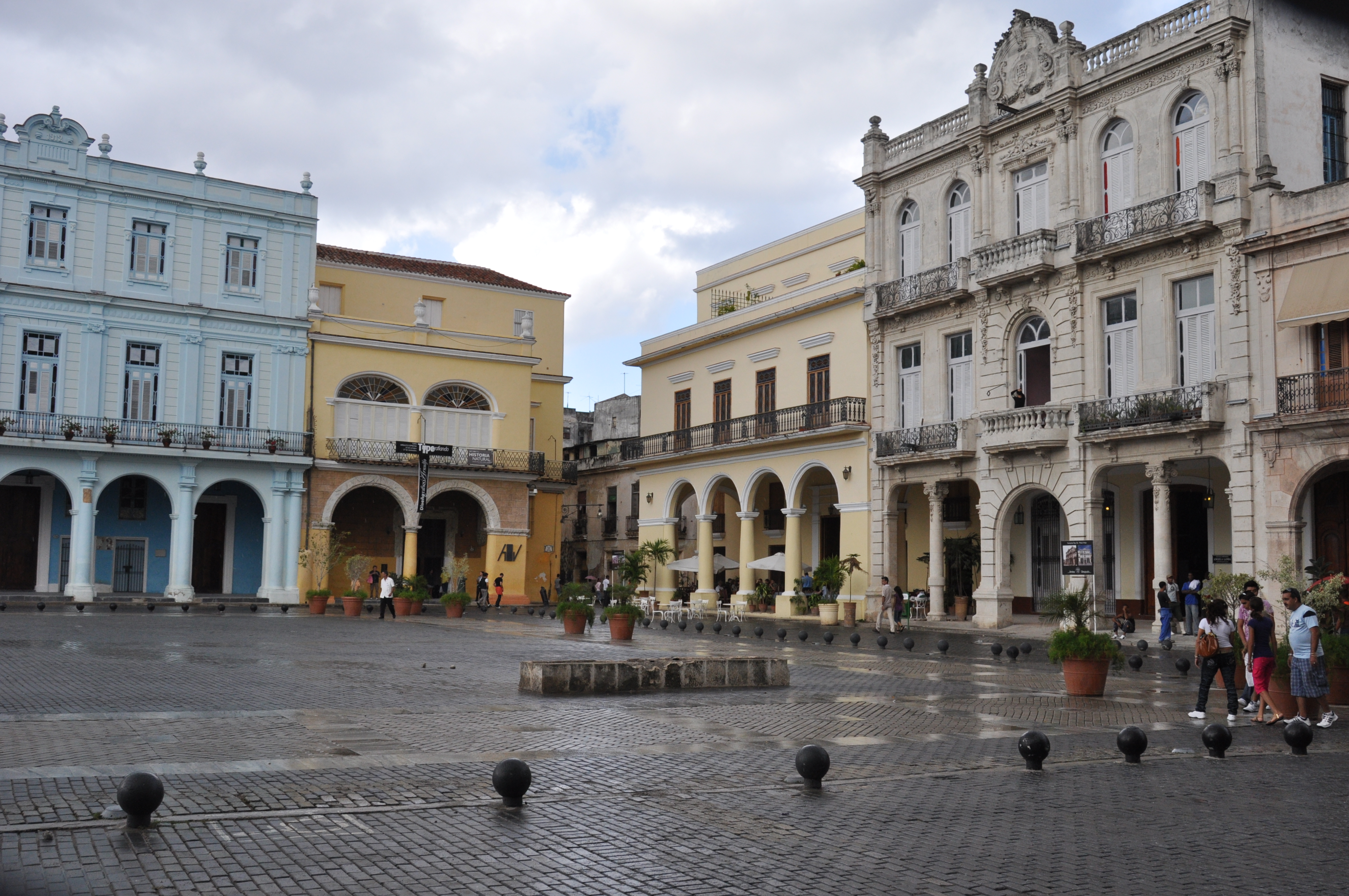
Plaza Vieja
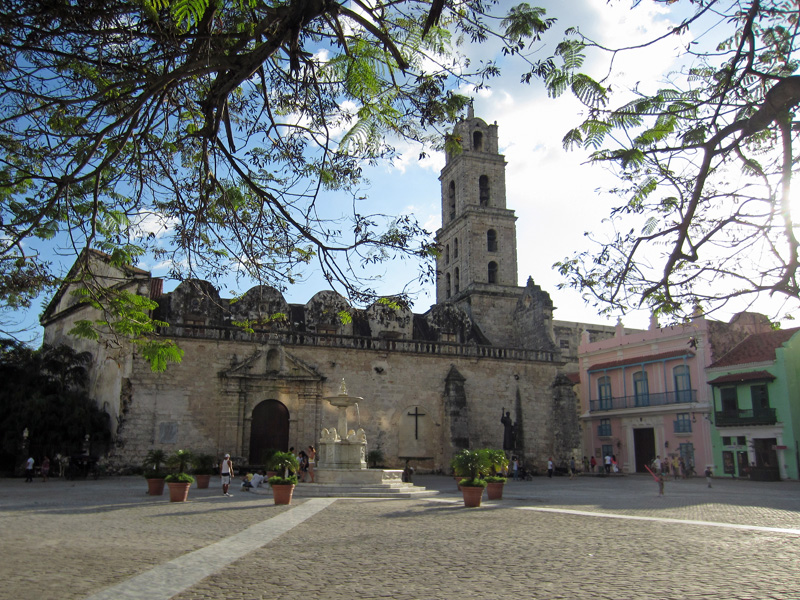
Plaza de San Francisco